# Mijaíl Molodenski
Mijaíl Serguéievich Molodenski (en ruso: Михаил Серге́евич Молоденский; (3 de juniojul./ 16 de junio de 1909greg. - 12 de noviembre de 1991), fue un eminente geodesta ruso. En opinión de algunos de sus colegas, quizás el único geodesta merecedor de un Premio Nobel.

## Vida y obra
Molodenski se graduó de la Universidad Estatal de Moscú en 1936. Desde 1946, trabajó para el Instituto de Ciencias Físicas de la Tierra en Moscú (Институт Физики Земли АН СССР). Fue el creador de una teoría original para la determinación de la forma de la Tierra y de su campo gravitacional (basada en la medición de superficies); construyó la primera instrumentación gravimétrica en la Unión Soviética; y desarrolló una teoría de la nutación de la Tierra. Ganó el Premio Stalin (1946 y 1951) y el Premio Lenin (1961). Su legado incluye las transformaciones de Molodensky, que se utilizan comúnmente para correlacionar coordenadas entre distintos sistemas de referencia geodésicos.
Desde 1932 se dedicó al estudio de la forma de la Tierra y de su campo de gravedad. Su objetivo era desarrollar métodos independientes para determinar tanto el campo de gravedad, como la definición de los sistemas de referencia vertical para grandes superficies. Como parte de este trabajo, introdujo el concepto de "altura normal", que se puede calcular a partir de los números geopotenciales (obtenidos de una nivelación precisa) sin necesidad de utilizar el valor incierto de la gravedad a lo largo de la vertical de un punto, es decir, dentro de la roca de la corteza continental bajo el punto de referencia.
En correspondencia con este nuevo concepto de altura, desarrolló la idea del teluroide, es decir, el conjunto de puntos Q y P en los que el potencial gravitatorio y la normal topográfica coinciden. La separación entre los puntos P y Q, es decir, entre las superficies topográficas y el teluroide, se llama anomalía de altura, y se define a lo largo de todo el espacio (en contra de lo que sucede con la ondulación del geoide N, que solo se define a nivel del mar).
Con el tiempo, el trabajo teórico de Molodenski ha sido reconocido a medida que más y más países están adoptando alturas normales para sus sistemas altimétricos nacionales. Como un compromiso con el pensamiento tradicional, introdujo el concepto de cuasi-geoide, siendo una superficie separada del elipsoide de referencia precisamente por una cantidad igual a la altura de anomalía evaluada en la topografía. Entonces, la conexión entre alturas ortométricas tradicionales H y las alturas elipsoidales h, se define como:
{\displaystyle h=H+N},
y se conserva como:
{\displaystyle h=H^{*}+\zeta },
donde {\displaystyle \zeta } es la "anomalía de altura" (o "altura del cuasi-geoide"), y {\displaystyle H^{*}} es la altura normal.